# Innico II d'Avalos
Innico II d'Avalos (1467 – Napoli, 30 settembre 1503) è stato un nobile e condottiero italiano appartenente alla nobile famiglia di origine spagnola dei D'Avalos.

## Biografia
Fedele al re Ferdinando II di Napoli, prese parte alla resistenza aragonese contro le truppe francesi di Carlo VIII di Francia che minacciavano il Regno di Napoli nel 1495.
A Innico Ferdinando affidò il comando del castello d'Ischia, che Carlo VIII non era riuscito ad espugnare nonostante avesse già conquistato tutto il Regno.
La coraggiosa e vittoriosa resistenza che Innico seppe opporre ai francesi venne più tardi cantata da Ludovico Ariosto nella sua opera Orlando furioso.
Innico d'Avalos fu investito del titolo di marchese del Vasto da Federico I di Napoli nell'agosto del 1497. La città abruzzese, già concessa a Innico de Guevara nel 1444 e passata poi al figlio primogenito di questi Pietro nel 1462, era tornata nel 1486 al demanio regio allorquando Pietro era stato dichiarato decaduto dai suoi titoli in quanto ribelle. Sotto Ferdinando II di Napoli era stata infeudata nel 1496 al fratello maggiore di Innico d'Avalos, Rodrigo, il quale era tuttavia morto prima di poterne prendere possesso.
Innico fece costruire a Vairano Patenora, tra il 1498 e il 1503, il castello e restaurò le mura del borgo. Fece inoltre restaurare a Vasto il palazzo trecentesco conosciuto col nome di Palazzo d'Avalos.

## Famiglia e titoli
Fu il secondo figlio maschio di Innico I d'Avalos, conte di Monteodorisio, e dell'ereditiera Antonella d'Aquino.
Divenne nel 1497 primo marchese del Vasto della famiglia d'Avalos.
Sposò Laura Sanseverino, figlia di Roberto II Sanseverino e Maria d'Aragona, da cui ebbe due figli:
- Costanza d'Avalos Piccolomini (?-1575), sposatasi con il duca di Amalfi Alfonso II Piccolomini;
- Alfonso III d'Avalos (Ischia, 1502-Vigevano, 31 marzo 1546), 2º marchese del Vasto.